# Eurystauropsis aequa
Eurystauropsis aequa är en fjärilsart som beskrevs av Sergius G. Kiriakoff 1962. Eurystauropsis aequa ingår i släktet Eurystauropsis och familjen tandspinnare. Inga underarter finns listade i Catalogue of Life.